# Lista zabytków w Mqabbie
To jest lista zabytków w miejscowości Mqabba na Malcie, które są umieszczone na liście National Inventory of the Cultural Property of the Maltese Islands.

## Lista
| Nazwa zabytku                                    | Lokalizacja                                       | Współrzędne                                   | Nr na liście NICPMI | Zdjęcie |
| ------------------------------------------------ | ------------------------------------------------- | --------------------------------------------- | ------------------- | ------- |
| Stary szpital                                    | Daħlet L-Isptar il-Qadim                          | 35°50′38,7″N 14°28′02,9″E/35,844094 14,467477 | 01202               |         |
| Wieża Vincenti                                   | Triq it-Torri Vinċenti                            | 35°50′51,9″N 14°28′05,2″E/35,847750 14,468111 | 1442                |         |
| Statua św. Franciszka z Asyżu                    | Triq tas-Sejba / Triq Santa Katerina              | 35°50′31,5″N 14°27′53,8″E/35,842084 14,464948 | 1836                |         |
| Statua Niepokalanego Poczęcia                    | Triq tas-Sejba / Triq il-Qrendi                   | 35°50′31,0″N 14°27′53,5″E/35,841949 14,464870 | 1837                |         |
| Nisza św. Pawła                                  | Triq Ħal-Kirkop / Triq il-Konvoj ta’ Santa Marija | 35°50′31,2″N 14°27′55,9″E/35,841999 14,465537 | 1838                |         |
| Nisza św. Michała                                | Triq il-Parroċċa / Sqaq Buħar                     | 35°50′46,8″N 14°27′42,6″E/35,846333 14,461825 | 1839                |         |
| Nisza Chrystusa Króla                            | 101-103 Triq il-Parroċċa                          | 35°50′46,0″N 14°27′49,8″E/35,846118 14,463820 | 1840                |         |
| Kaplica Matki Boskiej Bolesnej                   | Triq id-Duluri                                    | 35°50′44,0″N 14°27′57,0″E/35,845560 14,465829 | 1841                |         |
| Nisza św. Michała                                | 11 Triq id-Duluri                                 | 35°50′43,7″N 14°27′58,4″E/35,845473 14,466231 | 1842                |         |
| Kościół parafialny pw. Wniebowzięcia Matki Bożej | Misraħ il-Knisja                                  | 35°50′43,8″N 14°28′01,8″E/35,845494 14,467154 | 1843                |         |
| Statua św. Rocha                                 | Misraħ il-Knisja                                  | 35°50′43,5″N 14°28′00,6″E/35,845418 14,466837 | 1844                |         |
| Statua Niepokalanego Poczęcia                    | Misraħ il-Knisja                                  | 35°50′44,0″N 14°28′00,4″E/35,845544 14,466785 | 1845                |         |
| Statua Chrystusa Zbawiciela                      | Misraħ il-Knisja                                  | 35°50′44,1″N 14°28′00,5″E/35,845583 14,466806 | 1846                |         |
| Statua św. Jana Chrzciciela                      | Misraħ il-Knisja                                  | 35°50′44,3″N 14°28′01,0″E/35,845647 14,466948 | 1847                |         |
| Krzyż                                            | Misraħ il-Knisja                                  | 35°50′44,4″N 14°28′00,7″E/35,845676 14,466866 | 1848                |         |
| Statua Wniebowzięcia                             | "Palazz Santa Marija", 92 Triq San Bażilju        | 35°50′44,6″N 14°28′01,3″E/35,845731 14,467018 | 1849                |         |
| Statua Wniebowzięcia                             | Misraħ il-Knisja                                  | 35°50′43,0″N 14°28′01,0″E/35,845281 14,466950 | 1850                |         |
| Kaplica św. Katarzyny                            | 1 Triq Santa Katerina                             | 35°50′41,9″N 14°28′01,6″E/35,844980 14,467100 | 1851                |         |
| Nisza Matki Bożej Sacro Cuor                     | 20 Triq Santa Katerina                            | 35°50′41,2″N 14°28′00,4″E/35,844766 14,466780 | 1852                |         |
| Nisza Świętego Niewinnego Męczennika             | 83 Triq San Bażilju                               | 35°50′43,1″N 14°28′03,0″E/35,845315 14,467497 | 1853                |         |
| Nisza św. Józefa                                 | 91/92 Triq San Bażilju                            | 35°50′43,7″N 14°28′03,2″E/35,845465 14,467550 | 1854                |         |
| Kaplica św. Bazylego                             | Triq San Bażilju                                  | 35°50′43,3″N 14°28′04,8″E/35,845353 14,467988 | 1855                |         |
| Kaplica św. Michała                              | Triq San Bażilju                                  | 35°50′43,1″N 14°28′04,5″E/35,845314 14,467907 | 1856                |         |
| Nisza Matki Bożej Dusz Czyśćcowych               | Triq San Bażilju                                  | 35°50′43,1″N 14°28′04,2″E/35,845311 14,467843 | 1857                |         |
| Nisza św. Józefa                                 | 20 Triq il-Karmnu                                 | 35°50′44,8″N 14°28′00,3″E/35,845779 14,466743 | 1858                |         |
| Nisza Wniebowzięcia                              | Triq il-Parroċċa                                  | 35°50′44,7″N 14°27′57,9″E/35,845741 14,466092 | 1859                |         |
| Nisza Wniebowzięcia                              | Triq il-Parroċċa                                  | 35°50′44,9″N 14°27′57,8″E/35,845806 14,466045 | 1860                |         |
| Nisza Matki Bożej z Góry Karmel                  | Triq il-Karmnu / Triq Valletta                    | 35°50′46,5″N 14°28′00,0″E/35,846239 14,466656 | 1861                |         |
| Nisza św. Michała                                | Triq San Bażilju / Triq il-Lanġasa                | 35°50′47,6″N 14°28′08,6″E/35,846543 14,469053 | 1862                |         |
| Nisza św. Józefa                                 | Triq Valletta                                     | 35°50′48,6″N 14°28′11,5″E/35,846845 14,469871 | 1863                |         |
| Nisza św. Pawła                                  | "Ta Torri Spero", Triq it-Torri Vinċenti          | 35°50′53,1″N 14°28′03,7″E/35,848091 14,467703 | 1864                |         |
| Nisza Wniebowzięcia                              | Sqaq il-Knisja                                    | 35°50′45,8″N 14°28′01,0″E/35,846059 14,466956 | 1865                |         |
| Ta’ Marżepp                                      | "Ta’ Marżepp", 73 Triq il-Parroċċa                | 35°50′45,7″N 14°27′53,1″E/35,846023 14,464751 | 2590                |         |
| L-Għanja                                         | "L-Għanja", 75-77 Triq il-Parroċċa                | 35°50′45,7″N 14°27′52,6″E/35,846038 14,464603 | 2591                |         |
| Gołębnik (barumbara) z otaczającym go ogrodem    | Triq Santa Marija / Triq iċ-Ċavi                  | 35°50′37,4″N 14°28′00,5″E/35,843710 14,466799 | 2599                |         |